# Turbanella brusci
Turbanella brusci är en djurart som tillhör fylumet bukhårsdjur, och som beskrevs av Eric Hochberg 2002. Turbanella brusci ingår i släktet Turbanella och familjen Turbanellidae. Inga underarter finns listade i Catalogue of Life.